# 1nsane
1nsane (oder Insane) ist ein Offroad-Rennspiel des ungarischen Entwicklerstudios Invictus Games und wurde Anfang 2001 veröffentlicht.

## Spielbeschreibung
In 1nsane hat der Spieler die Möglichkeit, in vielfältigen Spielmodi mit diversen Gelände-Fahrzeugen entweder als Einzelspieler gegen Bots (Kampagne oder schnelles Rennen), oder im Mehrspielermodus gegen Gleichgesinnte anzutreten. Eine Story gibt es nicht.
Das Spiel bietet ein erweitertes Schadensmodell, so dass sich zum Beispiel bei Stürzen oder Kollisionen die Karosserie verformt und sich Teile wie Räder oder Scheinwerfer lösen. Starke Verformungen haben meist großen Einfluss auf die Bedienbarkeit der Vehikel. Allerdings lässt sich per Tastendruck mit einer Verzögerung von 3 Sekunden zu jeder Zeit das Fahrzeug reparieren.
Kippt das Fahrzeug um und bleibt auf dem Dach liegen, so kann es per Knopfdruck wieder umgedreht werden. Sollte es einmal stecken bleiben oder in eine Schlucht fallen, bleibt einem oft nichts anderes übrig, als sich mit einer Strafzeit von 5 Sekunden retten zu lassen, wobei das Fahrzeug an einen sicheren Ort in der Karte platziert wird.
Bei längerem Aufenthalt in tieferem Gewässer geht der Motor nach kurzer Zeit aus. Nach 5 Sekunden wird man automatisch gerettet und an einen trockenen Punkt in der Karte gesetzt.

## Karten
1nsane spielt in etwa 30 abwechslungsreichen Umgebungen, von Inselgruppen (Hawaii) über verschneite Gebirge (Frankreich, Wales) bis hin zur Mondoberfläche mit geringerer Gravitation.
Eine Besonderheit in 1nsane liegt darin, dass die quadratischen Karten keine Begrenzung haben, sondern sich immer wiederholen. Fährt der Spieler beispielsweise am unteren Rand über die Levelgrenze, so findet er sich ohne jegliche zeitliche oder optische Unterbrechung auf selbiger am oberen Rand wieder. Sehr deutlich wird dies auf der Kartendarstellung im Spiel. Oftmals lässt sich ein solcher Weg als Abkürzung nutzen.

## Fahrzeuge
Es gibt ungefähr 20 Fahrzeuge in folgenden fünf Fahrzeugklassen: 4x4, Sport, Pick-up, Truck und Extrem.
Neben vielen geläufigen Geländewagen der ersten drei Klassen, gehören auch LKWs und ungewöhnlichere Fahrzeuge wie zum Beispiel ein ATV, ein Polizeiauto oder ein Rallyewagen zum Fuhrpark.
In der Fahrzeugauswahl lassen sich auch Tuning-Vorgaben wie z. B. Werk, Offroad oder Rennen auswählen. Außerdem lassen sich über den Menüpunkt Benutzerdefiniert speziellere Anpassungen vornehmen. So lassen sich beispielsweise die Lenkung, Federung und Bremsen verstellen.

## Spielmodi

### Offroad-Rennen
Ziel ist es über meist mehrere Runden einer vorgegebenen Strecke am schnellsten ins Ziel zu gelangen. Die Strecke ist durch Tore, die als Checkpoints dienen, bestimmt.

### Flagge erobern
„Flagge erobern“ ist eine Rennspiel-Variante des bei Ego-Shootern weit verbreiteten Spielmodus Capture the Flag.
Alle Kontrahenten starten gemeinsam und versuchen die Flagge zu erobern, die irgendwo in der Karte platziert ist. Wer die Flagge durch Überfahren aufgenommen hat, versucht zum Startpunkt zurückzukehren um einen Punkt zu erstehen. Nachdem die Flagge aufgenommen wurde, können Gegner diese stehlen, indem sie das entsprechende Fahrzeug rammen. Nach jedem Flaggentausch besteht wenige Sekunden ein Schutz, in welchem die Flagge nicht gestohlen werden kann, dies wird durch eine transparente Flagge signalisiert. Die Flagge ist nach Aufnahme am Heck des Fahrzeugs deutlich sichtbar angebracht. Sollte ein Spieler mit der Flagge umkippen, wird sie in naher Umgebung neu platziert. Fahrzeuge mit Flagge sind geringfügig langsamer als ohne. Dies erfordert oft Tricks wie Ausweichmanöver, um Verfolger abzuhängen.

### Bahnbrecher
Alle in der Karte verteilten Checkpoints müssen passiert werden, die Reihenfolge ist irrelevant. Derjenige, der zuerst alle durchfährt, gewinnt.

### Torejagd
Torejagd ähnelt sehr dem Spielmodus Bahnbrecher, mit dem Unterschied, dass, nachdem der Erste einen Checkpoint passiert hat, dieser für alle anderen deaktiviert wird und die Gegner sich somit andere suchen müssen, um ihre Punktezahl erhöhen zu können. Wer nach Deaktivierung aller Checkpoints am meisten Punkte hat, gewinnt.

### Tohuwabohu
Viele Checkpoints sind in der Karte verteilt, von denen immer nur einer aktiv ist. Wer ihn zuerst durchquert, bekommt einen Punkt, danach wird ein anderer Checkpoint aktiviert. Gewinner ist, wer als erstes die Zielpunktzahl erreicht hat.

### Zerstörungszone
Es gibt eine kleine, markierte Zone in der Karte und eine Zielpunktzahl. Punkte erhält man, indem man sich in der Zone aufhält oder andere Mitstreiter rammt. Wer als erstes die Zielpunktzahl gesammelt hat, gewinnt. Die Schwierigkeit besteht darin, möglichst lange in der Zone auszuharren, ohne weggeschoben oder -gerammt zu werden.

## Presseecho
Das Spiel wurde von mehreren Zeitschriften ausgezeichnet, unter anderem als Best Off-Road Game Ever, Best Debut of the Year in 2001 oder Game of the Year in 2001. Insbesondere wurden der hohe Spaßfaktor, sowie der Mehrspielermodus gelobt, jedoch auch mehrere Programmfehler in der Ursprungsversion angekreidet. Trotzdem erhielt das Spiel gute bis sehr gute Bewertungen.